# John Wesley Harding
John Wesley Harding è l'ottavo album in studio di Bob Dylan, pubblicato nel 1967.

## Descrizione
Prodotto da Bob Johnston e distribuito il 27 dicembre 1967 per l'etichetta Columbia Records. Il titolo del disco è ispirato alla figura del fuorilegge del selvaggio West John Wesley Hardin (1853–1895).
Segnò il ritorno ufficiale di Dylan a un sound acustico e alle radici tradizionali dopo tre album dominati da un sound elettrico e da modelli rock con testi surreali. Molti studiosi, supportati da commenti dello stesso Dylan, attribuiscono tale cambiamento ad un periodo di introspezione dopo il quasi fatale incidente motociclistico in cui fu coinvolto il cantante il 29 luglio 1966 nei pressi della sua casa di Woodstock. Considerato da Rolling Stone "uno dei migliori 500 album della storia del rock" (301º posto), contiene brani memorabili della discografia di Dylan come I Dreamed I Saw St. Augustine, Dear Landlord, e All Along the Watchtower.

## Registrazione
Dylan iniziò a lavorare a John Wesley Harding nell'autunno del 1967: a quell'epoca erano trascorsi 18 mesi dall'ultimazione di Blonde on Blonde. Ristabilitosi dalle condizioni critiche in seguito al suo incidente con la motocicletta dell'anno precedente, contrariamente al suo solito impiegò parecchio tempo per registrare nella sua casa di Woodstock le sessioni-base non ufficiali; fino alla pubblicazione del disco si era sentito parlare poco di Dylan per tutto il 1967, quando erano circolate, solo sotto forma di bootleg (il celebre Great White Wonder), soltanto le sue registrazioni campestri con The Band, i cosiddetti "basement tapes" ("nastri della cantina"), con brani dalle sonorità prettamente country folk acustiche.
Non è ben chiaro quando furono esattamente composte le canzoni che finirono su John Wesley Harding, ma nessuno dei provini è saltato fuori dalle dozzine di registrazioni dei "basement tapes" che sono stati pubblicati nel corso degli anni ufficialmente e non. Secondo Robbie Robertson: «tutto quello che mi ricordo è che Bob ne portò qualcuna con sé quando andò giù a Nashville. E lì, con un paio di tizi, le incise su nastro». Queste sessioni di Nashville ebbero luogo nell'autunno del 1967, e richiesero meno di dodici ore nell'arco di tre sedute di registrazione per il completamento dei nuovi brani.
Dylan portò a Nashville un gruppo di canzoni nello stile febbrile ma conciso delle composizioni uscite dai Basement Tapes. Dylan volle dare un suono austero al tutto in sintonia con il contenuto dei testi.
Il gruppo del quale si servì Dylan per la registrazione fu molto ristretto. Nella maggior parte delle sedute, la sezione ritmica era costituita dal batterista Kenneth A. Buttrey e dal bassista Charlie McCoy, unici due musicisti ad accompagnare Dylan, che suonò tutte le parti di armonica, di chitarra, e di piano, oltre a cantare.
La prima sessione si tenne il 17 ottobre 1967 nello Studio A della Columbia, e durò solo tre ore, con l'incisione di versioni definitive di I Dreamed I Saw St. Augustine, Drifter's Escape, e The Ballad of Frankie Lee and Judas Priest. Dylan ritornò in studio il 6 novembre, completando All Along the Watchtower, John Wesley Harding, As I Went Out One Morning, I Pity the Poor Immigrant, e I Am a Lonesome Hobo. Il 29 novembre Bob tornò in studio per l'ultima volta per completare I'll Be Your Baby Tonight e Down Along the Cove con l'ausilio della steel guitar suonata dal sessionman Pete Drake.

## Tematiche
Molte delle canzoni di John Wesley Harding hanno dei testi molto rifiniti e succinti. Anche se lo stile rimane suggestivo, e continua forte l'uso da parte di Dylan di immagini suggestive e metafore, il selvaggio, inebriante stile surreale che aveva caratterizzato la sua produzione precedente, sembra essersi trasformato in qualcosa di più comprensibile e rilassato. «Quello che sto cercando di fare è di non usare troppe parole» disse Dylan in un'intervista del 1968. Secondo Allen Ginsberg, Dylan aveva discusso con lui del suo nuovo approccio lirico, dicendogli che stava cercando di scrivere testi essenziali, più brevi, ma pregni di significati. Tutte le immagini avrebbero dovuto essere funzionali e non ornamentali. Continuano inoltre, i molteplici riferimenti biblici già presenti nei pezzi incisi con la Band nelle sessioni in cantina a Big Pink. Nello specifico è la Bibbia di Re Giacomo a farla da padrone. Nel libro The Bible in the Lyrics of Bob Dylan, Bert Cartwright indica addirittura sessanta citazioni provenienti dalla Bibbia nell'album, quindici nella sola The Ballad of Frankie Lee and Judas Priest. Beatty Zimmerman, la madre di Dylan, raccontò di come fosse sempre presente una grossa Bibbia sulla scrivania del figlio nella casa di Woodstock, dalla quale egli prendeva spunto ed ispirazione per scrivere i testi delle nuove canzoni.

## Copertina
La foto che appare sulla copertina di John Wesley Harding mostra un ghignante Bob Dylan affiancato dai fratelli Luxman e Purna Das, due musicisti del Bengala, portati a Woodstock dal manager di Dylan, Albert Grossman. Alle spalle di Dylan c'è Charlie Joy, un falegname locale. Una vecchia leggenda metropolitana vuole che nella copertina dell'album siano nascosti i visi dei vari membri dei Beatles, riconoscibili nella corteccia di un albero. Ciò venne verificato dalla rivista Rolling Stone con il fotografo ed autore dello scatto, John Berg, prima dell'uscita dell'album. Inoltre si è vociferato che le facce dei Beatles fossero molto più evidenti nella foto prima che il disco andasse in stampa, e che furono maggiormente "occultate" in seguito. Dylan non ha mai ufficialmente confermato tali ipotesi.
La copertina del disco è notevole anche per le note interne, scritte da Dylan stesso. In esse viene narrata la storia di tre Re e tre personaggi (Terry Chute, Frank, e la moglie di Frank, Vera), incorporando dettagli presi dai testi delle canzoni dell'album. A differenza dei testi dei brani sul disco, scritti in maniera abbastanza lineare, lo stile narrativo delle note è simile al colorito, verboso, e surreale stile dei precedenti scritti di Dylan.

## Accoglienza
John Wesley Harding, pubblicato il 27 dicembre 1967, fu recensito in maniera entusiastica dalla stragrande maggioranza dei critici, riscuotendo anche un ottimo successo commerciale, raggiungendo la seconda posizione in classifica negli Stati Uniti e la vetta in Gran Bretagna. Il successo dell'album presso il pubblico venne considerato particolarmente notevole in quanto Dylan veniva da un lungo periodo di assenza dalle scene e l'artista stesso aveva voluto che la Columbia pubblicasse l'album mantenendo un basso profilo promozionale. Meno di tre mesi dopo la pubblicazione, John Wesley Harding fu certificato disco d'oro dalla RIAA. All Along the Watchtower divenne uno dei brani più celebri del disco dopo che Jimi Hendrix ne inserì una cover nel suo album Electric Ladyland l'anno seguente.

## Tracce
La durata delle tracce qui riportata è quella della versione rimasterizzata messa in commercio il 16 settembre 2003 e poi ridistribuita il 1º giugno 2004. Le versioni precedenti differiscono.
Tutte le canzoni sono state scritte da Bob Dylan.
1. John Wesley Harding - 2:58
2. As I Went Out One Morning - 2:49
3. I Dreamed I Saw St. Augustine - 3:53
4. All Along the Watchtower - 2:31
5. The Ballad of Frankie Lee and Judas Priest - 5:35
6. Drifter's Escape - 2:52
7. Dear Landlord - 3:16
8. I Am a Lonesome Hobo - 3:19
9. I Pity the Poor Immigrant - 4:12
10. The Wicked Messenger - 2:02
11. Down Along the Cove - 2:23
12. I'll Be Your Baby Tonight - 2:34

## Formazione
- Bob Dylan – chitarra, armonica, pianoforte, tastiere, voce

Musicisti aggiuntivi
- Kenneth A. Buttrey – batteria
- Pete Drake – pedal steel guitar
- Charlie McCoy – basso

Crediti
- John Berg – foto di copertina
- Charlie Bragg – ingegnere del suono
- Bob Johnston – produzione